# Germania (opera)

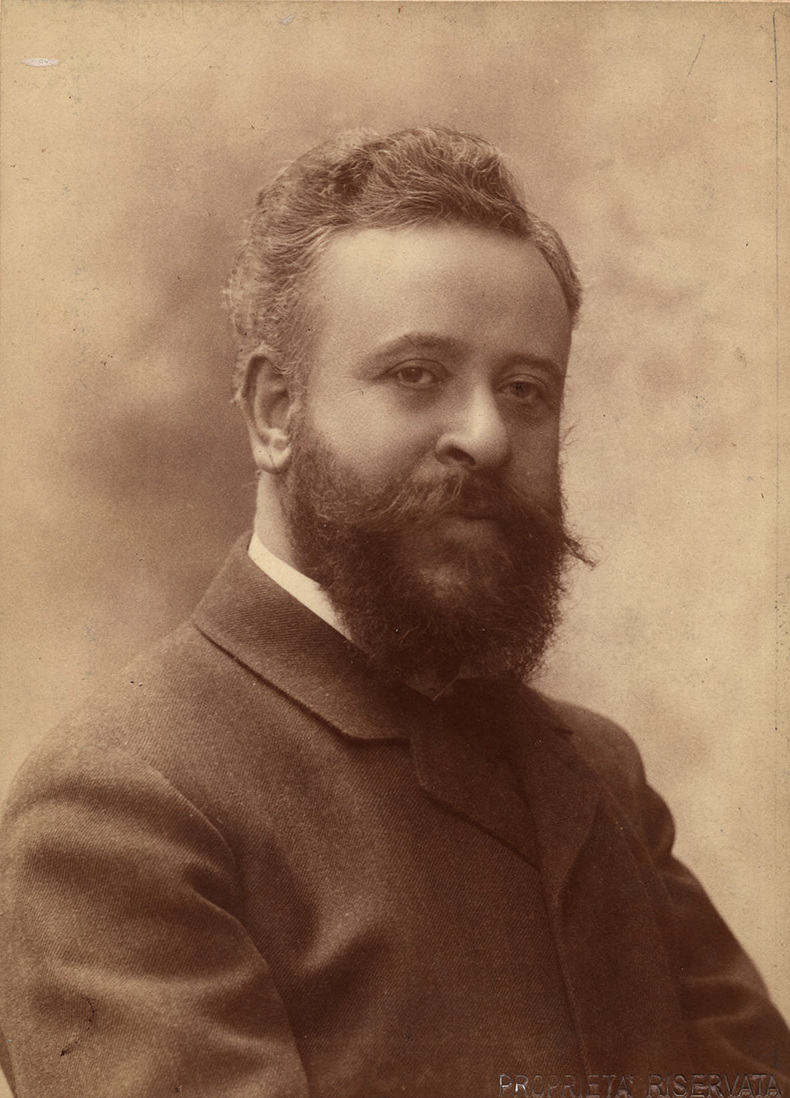
Alberto Franchetti

Germania är en opera (dramma lirico) i en prolog, två akter, ett intermezzo och en epilog med musik av Alberto Franchetti och libretto av Luigi Illica. Operan hade premiär den 11 mars 1902 på La Scala i Milano.

## Historia
Illica, som mest är känd för att ha skrivit några av Giacomo Puccinis mest älskade operor, erbjöd ursprungligen Franchetti librettot till Tosca efter att denne hade köpt rättigheterna till Victorien Sardous pjäs som den byggde på. Men efter att Puccini hade uttryckt intresse för librettot avstod Franchetti från sina rättigheter och Illica gav kompositören Germania istället. Kompositören och librettisten, som var vänner sedan många år, hade tidigare samarbetat med operanCristoforo Colombo (1892).
Librettots handling, som var skriven i stilen av grand opera style, utspelades under Napoleontiden och involverar ett triangeldrama bland studenter vilka i hemlighet verkar för ett fritt Tyskland under ockupation av Frankrike. Under komponerandet citerade Franchetti flitigt från tyska studentsånger och från verk av flera tyska kompositörer i strävan att skapa tysk kolorit till sitt verk.
Germania dirigerades av Arturo Toscanini och bland sångarna återfanns bland andra den berömda tenoren Enrico Caruso, som sjöng arian "Studenti udite" på sin första skivinspelning, i rollen som studenten Federico. Operan skulle komma att bli Franchettis mest framgånsrika verk.

## Personer

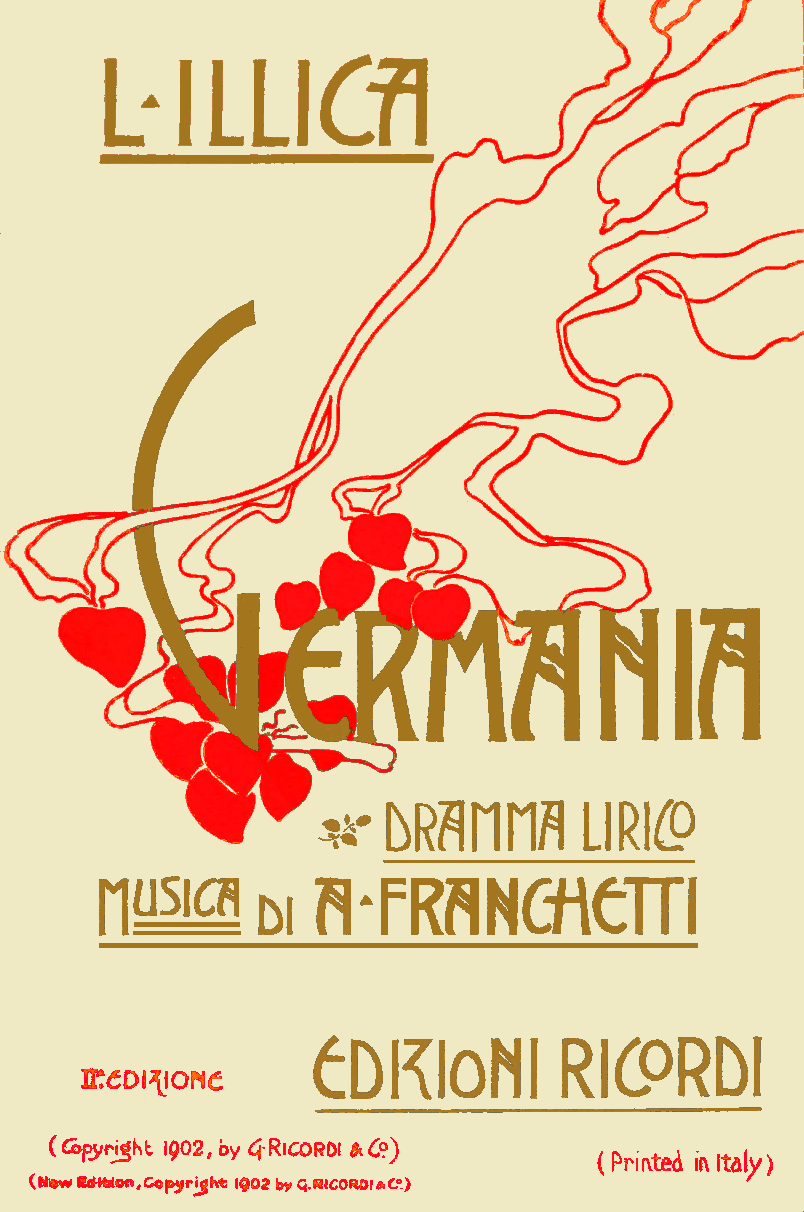
Framsida av librettot

| Roller                        | Röstläge    | Premiärbesättning 11 mars 1902 (Dirigent: Arturo Toscanini) |
| ----------------------------- | ----------- | ----------------------------------------------------------- |
| Carlo Teodoro Körner          | tenor       | Oreste Lombardi                                             |
| Carlo Worms                   | baryton     | Mario Sammarco                                              |
| Crisogono                     | baryton     | Michele Wigley                                              |
| Federico Loewe                | tenor       | Enrico Caruso                                               |
| Giovanni Filippo Palm         | bas         | Oreste Gennari                                              |
| Chef för tyska polisen        | bas         | Arcangelo Rossi                                             |
| Jane                          | mezzosopran | Jane Bathori                                                |
| Jebbel                        | sopran      | Bice Silvestri                                              |
| Hedvige                       | mezzosopran | Adele Ponzano                                               |
| Lene Armuth                   | mezzosopran | Teresa Ferraris                                             |
| Luigi Adolfo Guglielmo Lützow | bas         | Carlo Ragni                                                 |
| Peters                        | bas         | Ettore Gennari                                              |
| Ricke                         | sopran      | Amelia Pinto                                                |
| Stapps                        | bas         | Giovanni Gravina                                            |
| En ung pojke                  | kontraalt   | E. d'Alessandro                                             |
| En kvinna                     | kontraalt   | Bruna Properzi                                              |

## Handling
Prolog
Tid och plats: i och runt Nürnberg, år 1806.
En grupp studenter gömmer bokhandlaren och förläggaren Giovanni Filippo Palm, som är efterlyst av polisen för att ha spridit den anonyma boken "Germania". Anstiftarna till jakten på Palm är Napoleons ockupationsstyrkor, som tillsammans med ett antal tyska furstar har kritiserats hårt i Palms bok. Filosofer, poeter och studenter vädjar till invånarna i de tyska territorierna att resa sig mot deras exploatering och att förena sig med sitt delade land. Eleverna kan inte komma överens om hur de ska fortsätta sin kamp: med svärdet eller pennan. Deras ledare Carlo Worms, en idealist, åberopar filosofen Johann Gottlieb Fichtes ord och är för att kräva mänskliga rättigheter och yttrandefrihet och tankefrihet i Friedrich Schillers anda. Mot honom i debatten ställs medlemmarna i en mer radikal grupp inklusive Federico Loewe, en vän till Carlo Worms och en motståndare på mer än ett sätt, för de är kära i samma kvinna, Ricke, som redan är trolovad med Loewe. Worms förför Ricke medan Loewe är borta. Ricke är desperat eftersom Worms varnar henne för att Loewe och han måste lösa saken i en duell om hon erkänner handlingen för Loewe. Hon går med på att inte avslöja sin illojalitet trots att hon plågas av sitt samvete. Samtidigt har en ung pojke, Jebbel, tagit emot en muta från polisen och avslöjat Palms gömställe.
Akt I

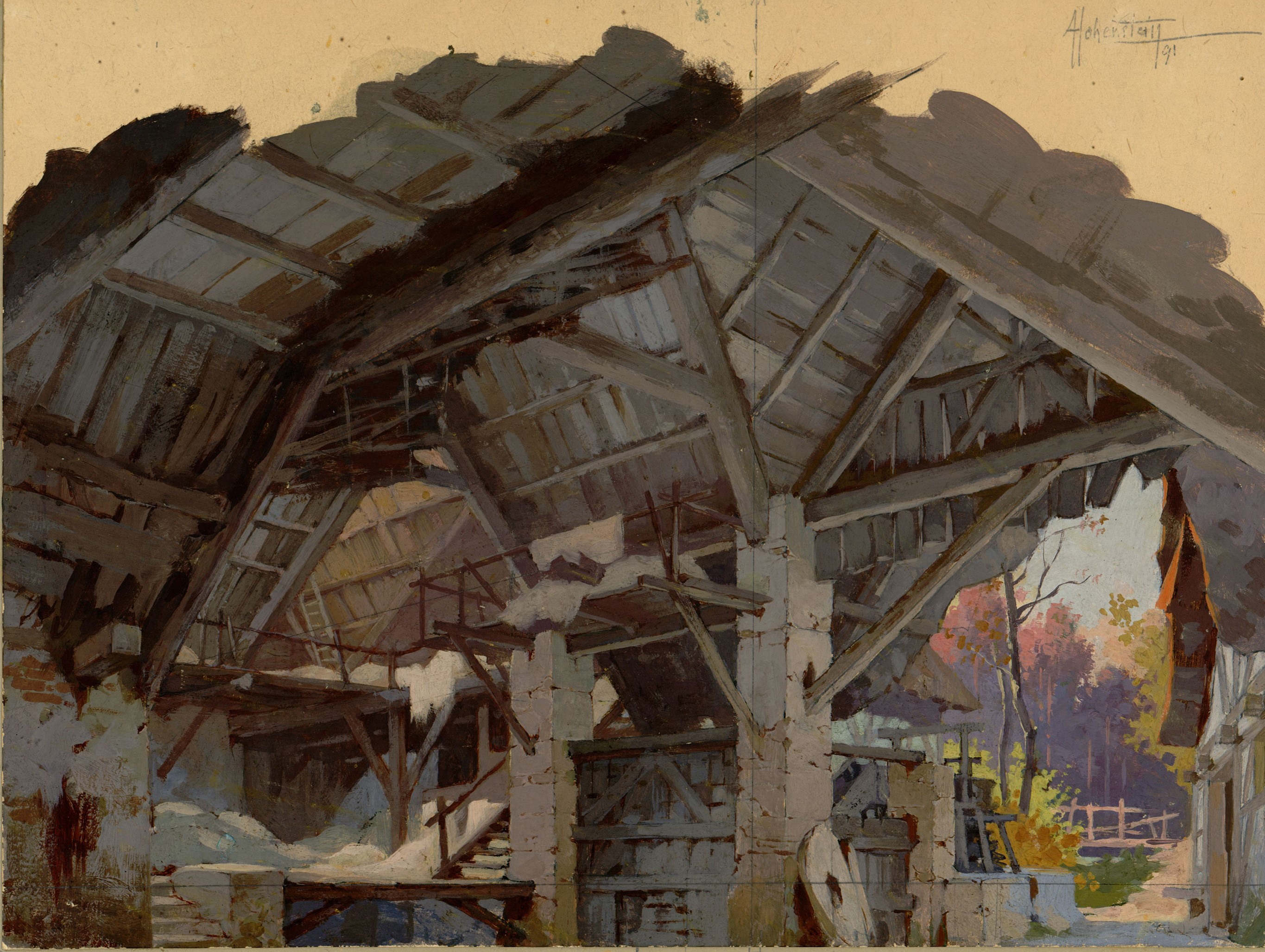
Dekordesign till prologen utförd av Adolfo Hohenstein, från originaluppsättningen.

Loewe, Ricke, hennes syster Jane, deras gamla mamma och studenten Crisogono, adjutant i Worms, har flytt till Schwarzwald. När beskedet kommer att Worms har dött i strid ser Ricke optimistiskt på en orolig framtid med sin man Loewe. Men samma dag som deras bröllop ska äga rum dyker Worms plötsligt upp allvarligt sårad. När han inser att ceremonin är över springer han iväg. Kort därefter märker Loewe att Ricke har försvunnit. Han upptäcker ett avskedsbrev från henne där hon förklarar sin kärlek till honom men också erkänner sin affär med Worms. Hon vädjar om förlåtelse, men Loewe svär att hämnas på Worms.
Akt II
Tid och plats: år senare, ett underjordiskt möte med anti-Napoleon styrkor i Königsberg.
Worms lever. Studenter från hela Tyskland är samlade, förenade bakom en slogan: GERMANIA! Jebbel, nu en ung man, framträder inför domstolen och erkänner att han förrådde Palm till polisen för flera år sedan. Många ligamedlemmar kräver att han avrättas, men en av deras mest respekterade underjordiska figurer, Luigi Adolfo Guglielmo Lützow, tar Jebbels sida och anlitar honom för den förestående striden mot Napoleons styrkor. Plötsligt dyker Loewe upp och svär hämnd mot Worms. Han utmanar honom på en duell. Worms är fast besluten att avsluta fejden genom att låta Loewe döda honom, men innan det kommer till detta gör drottningen en imponerande entré. Tillsammans förklarar de sina förhoppningar om ett framtida Tyskland fritt från tyranni. Denna kollektiva vision tar sig uttryck i vild fanatism. Worms, Loewe och de församlade volontärerna beger sig till slaget om nationerna utanför Leipzig.
Symfoniskt mellanspel
Slaget om nationerna.
Epilog
Efterdyningarna av slaget.
Ricke upptäcker Worms död och finner Loewe allvarligt sårad. Utan att fälla tårar ordnar Ricke ömt sin älskade kropp och lägger sig bredvid honom. När skymningen samlas sjunker hennes huvud till hans nu stilla bröst när de tillbringar sin enda, oändliga bröllopsnatt tillsammans.